# Neomaorina apicalis
Neomaorina apicalis är en tvåvingeart som först beskrevs av Walker 1849.  Neomaorina apicalis ingår i släktet Neomaorina och familjen prickflugor. Inga underarter finns listade i Catalogue of Life.